# The Dig (Computerspiel)
The Dig ist ein 1995 vom US-amerikanischen Spieleentwickler LucasArts in Zusammenarbeit mit Steven Spielberg realisiertes Point-and-Click-Adventure. Ursprünglich war der Inhalt als Grundlage für einen Science-Fiction-Film vorgesehen, der aber aus Kostengründen zugunsten des Computerspiels nie realisiert wurde.

## Inhalt und Handlung
In der Gegenwart: Ein Asteroid befindet sich auf Kollisionskurs zur Erde und bedroht die Zukunft der Menschheit. Die NASA beschließt, ihn durch atomare Sprengungen auf eine stabile Umlaufbahn zu zwingen und damit unschädlich zu machen. Der Spieler übernimmt die Rolle des Kommandanten der Mission, Boston Low, der zusammen mit der Reporterin Maggie Robbins und dem deutschen (in der deutschen Version dänischen) Wissenschaftler Dr. Ludger Brink die Mission ausführen soll. Zwei weitere Crewmitglieder, der Space-Shuttle-Pilot Ken Borden und die Senatskandidatin Cora Miles, sollen bei dem Einsatz an Bord des Shuttles bleiben.
Während der Mission entdeckt das Außenteam bei näherer Untersuchung des Asteroiden, dass es sich bei ihm um ein außerirdisches Raumschiff handelt. Dieses wird durch Low, Robbins und Brink zufällig aktiviert, wonach das Trio auf einen weit entfernten Planeten transportiert wird. Hier stößt das Team auf Spuren einer außerirdischen Zivilisation, die auf unerklärliche Weise verschwunden ist. Um wieder auf die Erde zurückzukommen, müssen die drei das Rätsel der alten Kultur lüften.
Low und Robbins finden auf einem Archipel Hinweise auf ein Volk von hoch entwickelten Wesen, die über Kenntnisse der Raumfahrt und mysteriöse Kristalle verfügt haben. Besonders Letztere machen dem Team zu schaffen, da der bei der Planetenerkundung umgekommene Brink durch diese zwar wiederbelebt werden kann, er allerdings durch den Einfluss der Kristalle zusehends unberechenbar wird. Als das Team dann schließlich eine Maschinerie in Gang setzen will, welche für ihre mögliche Rückkehr wichtig ist, überschlagen sich die Ereignisse: Es kommt zum Kampf zwischen dem wahnsinnig gewordenen Brink und Low, bei dem Brink umkommt. Und auch Robbins lässt beim Aktivieren der Maschine ihr Leben.
Low bleibt übrig und kommt nach Wiedererweckung eines führenden Planetenwesens dem Verschwinden der Zivilisation auf die Spur: Diese war auf der Suche nach der Unsterblichkeit und entwickelte ein Gerät hierfür. Dieses hat aber alle Planetenbewohner in körperlose Geister umgewandelt und zudem in eine Parallelwelt transferiert. Mithilfe von Low gelingt es, das Volk wieder zurückzuholen, wonach das Wesen als Dank Robbins und Brink wiedererweckt. Das Team kehrt daraufhin mit einem der fremden Raumschiffe zur Erde zurück.

## Technik und Steuerung
Technisch basiert der Titel auf Version 7 der LucasArts-eigenen SCUMM-Software. Bei diesem Spiel vereinfachte LucasArts nochmals das mit Sam & Max Hit the Road eingeführte Bedienkonzept und reduzierte damit einhergehend die Aktionsmöglichkeiten, indem mit dem Mausklick automatisch die richtige Aktion durchführt wurde (One-Click-Does-It-All-Konzept). Das Inventar wurde nur bei Bedarf eingeblendet. Auch die Dialoge wurden, wie aus Sam & Max bekannt, mithilfe von Icons geführt, welche die Intention der nächsten Aussage zeigten.

## Entwicklungsgeschichte
Die Idee zum Spiel stammt aus den 1980er-Jahren von Steven Spielberg, der sie ursprünglich in seiner Anthologieserie Unglaubliche Geschichten verarbeiten wollte. Da der damalige Technologiestand bei Spezialeffekten noch nicht seinen Vorstellungen entsprach bzw. deren Entwicklung enorme Kosten verursachen würde, wurde die Idee zunächst für ein paar Jahre ausgesetzt, für einen Kinofilm erneut in Erwägung gezogen und später dann gänzlich verworfen.
Die Entwicklung des Spiels begann ursprünglich schon in den 1980er-Jahren und wurde nacheinander von insgesamt drei Teams betreut. Dies äußert sich im Spiel u. a. in drei verschiedenen Grafikstilen. Aber auch die Geschichte, die Orte und die Charaktere änderten sich von Team zu Team:
- In Noah Falsteins erster Version sollten vier Städte auf dem Planeten erkundet werden: eine halb versunkene Stadt am Ozean, eine vom Sand zugewehte Wüstenstadt, eine von Eis und Schnee bedeckte Stadt im Gebirge und eine Stadt innerhalb einer künstlichen Lebensform. Zusätzlich sollte es nötig sein, die Nahrungsmittelvorräte des Teams zu verwalten und aus Ressourcen des Planeten zu ergänzen.
- Brian Moriartys zweite Version wurde fast völlig neu entwickelt. Der Alienplanet sollte ein gefährlicher Ort werden, der auch Besatzungsmitglieder das Leben kosten sollte. Auch generell war das Spiel sehr viel gewalttätiger angelegt als die finale dritte Version. So sollte es notwendig sein, dass Low einen Aal tötet und ihm ein Auge herausschneidet. In der zweiten Version war ein zusätzlicher Charakter geplant: ein japanischer Geschäftsmann, der maßgeblich zur Finanzierung und technischen Ausstattung der Shuttlemission beigetragen haben sollte. Diese Version sollte ursprünglich 1993 auf CD-ROM und Disketten erscheinen, verfehlte ihre Meilensteine aber mehrfach.
- Nachdem Brian Moriarty LucasArts verlassen hatte, übernahm Hal Barwood die zweite Version und versuchte, sie durch einige Änderungen zu retten, was aber wenig Erfolg hatte, sodass schließlich Sean Clark das Projekt übernahm und 1995 die bekannte dritte Version veröffentlicht werden konnte.

Das letzte Entwicklungsteam bestand aus:
- Entwurf: Sean Clark, Steven Spielberg
- Programmierung: Gary Brubaker, Livia Mackin, Jonathan Ackley, Mark Crowley, Sean Clark
- Grafik/Animation: William Tiller, Bill Eaken
- Dialoge: Orson Scott Card, Sean Clark
- Musik: Michael Land (Teile im Original von Richard Wagner)
- Effekte: Clint Bajakian

Da das Spiel ursprünglich vier Hauptcharaktere enthielt, zeigte die Cover-Grafik des Spiels zunächst vier Astronauten. Einer von ihnen wurde später wegretuschiert, um das Cover der schließlich veröffentlichten Fassung des Spiels mit nur drei Hauptcharakteren anzugleichen. Dies wurde für das Cover des Romans und des dazu ebenfalls erhältlichen Hörbuchs aber vergessen: Dort sind weiterhin vier Astronauten zu sehen.
Objekte im Weltraum sowie Morphing und Lichteffekte wurden von Industrial Light and Magic beigesteuert.

### Veröffentlichungen
Das Spiel erschien 1995 für MS-DOS und Mac OS Classic. 2002 erfolgte auch eine Portierung auf Windows 9x (Windows 95b und Windows 2000) in limitierter Auflage. Seit Juli 2009 ist das Spiel über die Plattform Steam für Betriebssysteme ab Windows XP erhältlich. Weiterhin wird das Original durch die Interpreter-Software ScummVM unterstützt.
Für die deutsche Vermarktung von The Dig verpflichtete man bekannte deutsche Synchronsprecher. So spricht Christian Rode Commander Boston Low, während Franziska Pigulla (u. a. Gillian Anderson in Akte X) Maggie Robbins ihre Stimme leiht.
Zu der Geschichte des Spiels wurde von Alan Dean Foster ein Roman geschrieben.

### Soundtrack
Der originale Soundtrack aus elf Musikstücken von Michael Land ist 1996 bei Angel Records als Audio-CD erschienen, dieser lag auch eine spielbare Demo des Spiels bei. Der Stil des Soundtracks lässt sich als eine Mischung aus Wagner-Präludien und Ambient-Musik beschreiben.

## Rezeption
Die deutsche PC Games lobte den Umfang des Spiels, die „ausgewogenen“ Puzzles, die einsteigerfreundliche Bedienbarkeit sowie den „atmosphärisch äußerst dichten Stereo-Soundtrack“. Kritisiert wurde nur die altbackene Grafik. Redakteur Herbert Aichinger wertete, The Dig habe „das Zeug zum Klassiker“. Im Vergleich zu Full Throttle seien die Logikrätsel laut Heinrich Lenhardt wieder deutlich fordernder. Subtile Licht/Schatten-Effekte, hervorragende Musikuntermalung und nicht zuletzt die Sprachausgabe sorgen laut PC Player für eine grandiose Atmosphäre. Verglichen mit vorherigen Adventures von LucasArts sei es laut Mick Schnelle von PC Joker jedoch nicht der erwartete Meilenstein. Für Sascha Gliss von Power Play käme das Spiel trotz stimmungsvoller Hintergrundbilder technisch bieder daher. Die trocken-zynischen Dialoge seien auf dem Niveau eines intelligenten Hörspiels.
Das Fachmagazin Adventure Gamers ordnete The Dig 2011 in seiner Liste Top 100 All-Time Adventure Games auf Platz 92 ein.